# Рихимеки
Рихимеки (фин. Riihimäki) је град у Финској, у јужном делу државе. Рихимеки је други по величини и значају град округа Ужа Тавастија, где град са окружењем чини истоимену општину Рихимеки.

## Географија
Град Рихимеки се налази у јужном делу Финске. Од главног града државе, Хелсинкија, град је удаљен 70 km северно.
Рељеф: Рихимеки се сместио у југоисточном делу Скандинавије, у историјској области Тавастија. Подручје града је равничарско до брежуљкасто, а надморска висина се креће око 100 м.
Клима у Рихимекију је континентална, мада је за ово за финске услова блажа клима. Стога су зиме нешто блаже, а дуге, а лета свежа.
Воде: Рихимеки нема излаз на воду, али се око града налази низ малих језера. 

## Историја
Рихимеки је релативно младо насеље, које се развило око железничке станице крајем 19. века. Насеље је добило градска права 1922. године 
Последњих пар деценија град се брзо развио у савремено градско насеље јужног дела државе.

## Становништво
Према процени из 2012. године у Рихимекију је живело 28.065 становника, док је број становника општине био 29.053.
| 1980.  | 1990.  | 2000.  | 2012.  |
| ------ | ------ | ------ | ------ |
| 21.815 | 23,561 | 24.969 | 28.065 |

Етнички и језички састав: Рихимеки је одувек био претежно насељен Финцима. Последњих деценија, са јачањем усељавања у Финску, становништво града је постало шароликије. По последњим подацима преовлађују Финци (97,0%), присутни су и у веома малом броју Швеђани (0,4%), док су остало усељеници.